# 도추정
도추정(砺中町)은 도야마현 니시토나미군에 있던 정이다. 현재의 오야베시 동남부에 해당한다.

## 역사
- 1954년 7월 20일
  - 7월 20일 - 쓰자와정, 야부나미촌이 합병해, 니시토나미군 도추정이 성립하였다.
  - 11월 18일 - 도추정 및 히가시칸다촌이 합병해, 니시토나미군 도추정이 성립하였다.
- 1962년 8월 1일 - 이스루기정과 합병해 오야베시가 성립하였다.

## 참고문헌
- 『市町村名変遷辞典』東京堂出版、1990年。